# Championnat de Côte d'Ivoire de handball
Le championnat de Côte d'Ivoire de handball  est une compétition annuelle mettant aux prises les meilleurs clubs de handball en Côte d'Ivoire.

## Championnat masculin

### Palmarès
| Saison                 | Champion                      | Vice-champion                 |
| ---------------------- | ----------------------------- | ----------------------------- |
| Inconnu avant 1976     |                               |                               |
| 1977                   | Abidjan Université Club       |                               |
| Inconnu de 1978 à 1987 |                               |                               |
| 1988                   | OMNES                         | Red Star OJA                  |
| Inconnu de 1989 à 2002 |                               |                               |
| 2002                   | Red Star OJA                  | Société omnisports de l'Armée |
| 2003                   | Red Star OJA                  |                               |
| 2004                   | Red Star OJA                  | Sport Plus de Yamoussoukro    |
| Inconnu en 2005        |                               |                               |
| 2006                   | Red Star OJA                  | Société omnisports de l'Armée |
| 2007                   | Société omnisports de l'Armée | Red Star OJA                  |
| 2008                   | Société omnisports de l'Armée | Cocody HBC                    |
| Inconnu en 2009        |                               |                               |
| 2010                   | Red Star OJA                  | Société omnisports de l'Armée |
| 2011                   | Société omnisports de l'Armée | Red Star OJA                  |
| 2012                   | Red Star OJA                  | Société omnisports de l'Armée |
| 2013,                  | Société omnisports de l'Armée | Williamsville AC              |
| 2013,                  | Red Star OJA                  | Sport Plus de Yamoussoukro    |
| 2014                   | Société omnisports de l'Armée | Red Star OJA                  |
| 2015                   | Red Star OJA                  | Société omnisports de l'Armée |
| 2016                   | Red Star OJA                  | Société omnisports de l'Armée |
| Inconnu de 2017 à 2020 |                               |                               |
| 2021                   | Red Star OJA                  |                               |
| 2022                   | Red Star OJA (15)             | Renaissance Don Bosco         |
| 2023                   | Renaissance Don Bosco         | Red Star OJA                  |

### Clubs
| Club                          | Ville        |
| ----------------------------- | ------------ |
| Zacos HBC de Lakota           | Lakota       |
| Red Star OJA                  | Abidjan      |
| Société omnisports de l'Armée | Yamoussoukro |
| Kani Star                     |              |
| Abidjan Université Club       | Abidjan      |
| Williamsville AC              |              |
| Petro                         |              |
| Toupamaros                    | Abidjan      |
| Littoral HBC                  |              |

| Club                          | Ville        |
| ----------------------------- | ------------ |
| Cocody Ivoire                 | Abidjan      |
| Red Star OJA                  | Abidjan      |
| Williamsville AC              | Abidjan      |
| ES Bingerville                | Bingerville  |
| Société omnisports de l'Armée | Yamoussoukro |
| Sport Plus                    | Yamoussoukro |
| Don Bosco HBC                 |              |
| Family HBC                    |              |
| Evidence HBC                  |              |
| Littoral HBC                  |              |

## Championnat féminin

### Palmarès
| Saison                 | Champion                                 | Vice-champion           |
| ---------------------- | ---------------------------------------- | ----------------------- |
| 1968-1969              | Africa Sports National                   |                         |
| 1970-1971              | Africa Sports National                   |                         |
| 1976-1977              | ASEC d'Abidjan ou Africa Sports National |                         |
| 1977-1978              | Africa Sports National                   |                         |
| 1980-1981              | Africa Sports National                   |                         |
| 1981-1982              | Africa Sports National                   |                         |
| 1982-1983              | Africa Sports National                   |                         |
| 1984-1985              | Africa Sports National                   |                         |
| 1985-1986              | Africa Sports National                   |                         |
| 1986-1987              | Africa Sports National                   |                         |
| 1987-1988              | ASEC d'Abidjan ou Africa Sports National | Red Star OJA ou inconnu |
| 1988-1989              | Africa Sports National                   |                         |
| Inconnu de 1990 à 2002 |                                          |                         |
| 2002                   | Rombo Sports                             | Réal Athletic Club      |
| 2003                   | Rombo Sports                             | Réal Athletic Club      |
| 2004                   | Rombo Sports                             | Réal Athletic Club      |
| 2005                   | Rombo Sports                             |                         |
| 2006,                  | Africa Sports National                   | Rombo Sports            |
| 2007                   | Rombo Sports                             | Africa Sports National  |
| 2008                   | Rombo Sports                             |                         |
| Inconnu en 2009        |                                          |                         |
| 2010                   | Rombo Sports                             | Africa Sports National  |
| 2011                   | Africa Sports National (16)              | Rombo Sports            |
| 2012                   | Africa Sports National (17)              | Bandama Tiassalé        |
| 2013,                  | Africa Sports National (18)              | Réal Athletic Club      |
| 2013,                  | National                                 | Zacos de Lakota         |
| 2014                   | Africa Sports National (19)              | Bandama Tiassalé        |
| 2015                   | Africa Sports National (20)              | Bandama Tiassalé        |
| 2016                   | Bandama Tiassalé                         | Africa Sports National  |
| Inconnu en 2017        |                                          |                         |
| 2018                   | Bandama Tiassalé (2)                     |                         |
| Inconnu de 2019 à 2021 |                                          |                         |
| 2022                   | Bandama Tiassalé (3)                     |                         |
| 2023                   | Abidjan HBC                              | Bandama Tiassalé        |

### Clubs
| Club                   | Ville    |
| ---------------------- | -------- |
| National HBC Abobo     | Abidjan  |
| Rombo Sports           | Abidjan  |
| Cocody HBC             | Abidjan  |
| Toupamaros             | Abidjan  |
| Sphinx HBA             | Abidjan  |
| Réal Athletic Club     | Abidjan  |
| Williamsville AC       | Abidjan  |
| Africa Sports National | Abidjan  |
| Tiassalé HBC           | Tiassalé |
| Davo                   |          |

| Club                   | Ville        |
| ---------------------- | ------------ |
| National HBC Abobo     | Abidjan      |
| Rombo Sports           | Abidjan      |
| Sphinx HBA             | Abidjan      |
| Africa Sports National | Abidjan      |
| Réal Athletic Club     | Abidjan      |
| Agboville HBC          | Agboville    |
| Queens d'Attiégouakro  | Attiégouakro |
| ES Bingerville         | Bingerville  |
| Zacos HBC de Lakota    | Lakota       |
| Tiassalé HBC           | Tiassalé     |
| Bandama Tiassalé       | Tiassalé     |
| Chandelier d'Or HBC    |              |